# Apristurus gibbosus
Apristurus gibbosus är en hajart som beskrevs av Meng, Chu och Li 1985. Apristurus gibbosus ingår i släktet Apristurus och familjen rödhajar. IUCN kategoriserar arten globalt som otillräckligt studerad. Inga underarter finns listade i Catalogue of Life.

## Bildgalleri

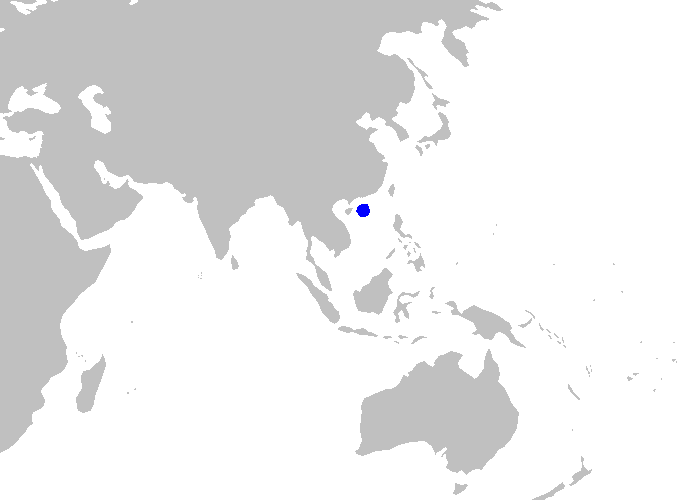